# Adventius
Adventius († 31. August 875 in Metz) war von 858 bis 875 Bischof von Metz. Er betrieb 863 die Neuordnung der Verhältnisse der Abtei Gorze. Am 9. September 869 krönte er Karl den Kahlen in Metz und wurde in Folge zu einem von dessen maßgeblichen Beratern. Im Jahr 870 gründete Adventius die Abtei Neumünster bei Ottweiler. Er wurde in der Abteikirche von Gorze begraben.